# Hussein al-Bayati
Hussein al-Bayati (* 24. Februar 1997) ist ein irakischer Leichtathlet, der sich auf den Hammerwurf spezialisiert hat und in dieser Disziplin den irakischen Landesrekord innehat.

## Sportliche Laufbahn
Erste internationale Erfahrungen sammelte Hussein al-Bayati im Jahr 2013, als er bei den Asiatischen Jugendspielen in Nanjing mit einer Weite von 62,11 m die Bronzemedaille mit dem leichteren 5-kg-Hammer gewann. Im Jahr darauf gewann er bei den Arabischen Juniorenmeisterschaften in Kairo mit dem 6-kg-Hammer mit 61,76 m die Silbermedaille und gelangte anschließend bei den Juniorenasienmeisterschaften in Taipeh mit 56,64 m auf Rang zehn. Daraufhin startete er bei den Olympischen Jugendspielen in Nanjing und wurde dort mit 68,01 m Zweiter im B-Finale. 2016 siegte er mit 66,00 m bei den Arabischen Juniorenmeisterschaften in Tlemcen und gewann anschließend mit 65,71 m die Silbermedaille bei den Juniorenasienmeisterschaften in der Ho-Chi-Minh-Stadt, ehe er bei den U20-Weltmeisterschaften in Bydgoszcz mit 56,20 m den Finaleinzug verpasste. 2021 belegte er bei den Arabischen Meisterschaften in Radès mit 59,59 m den achten Platz und 2023 gelangte er bei den Arabischen Meisterschaften in Marrakesch mit 61,28 m auf Rang sieben. 2025 wurde er bei den Asienmeisterschaften in Gumi mit 62,93 m Neunter.
In den Jahren von 2018 bis 2022 wurde al-Bayati irakischer Meister im Hammerwurf.